# Kuhmoinen
Kuhmoinen – gmina w Finlandii, położona w centralnej części państwa, od 2021 roku należąca do regionu Pirkanmaa. Przed 2021 należała do regionu Finlandia Środkowa.